# Şevket Kazan

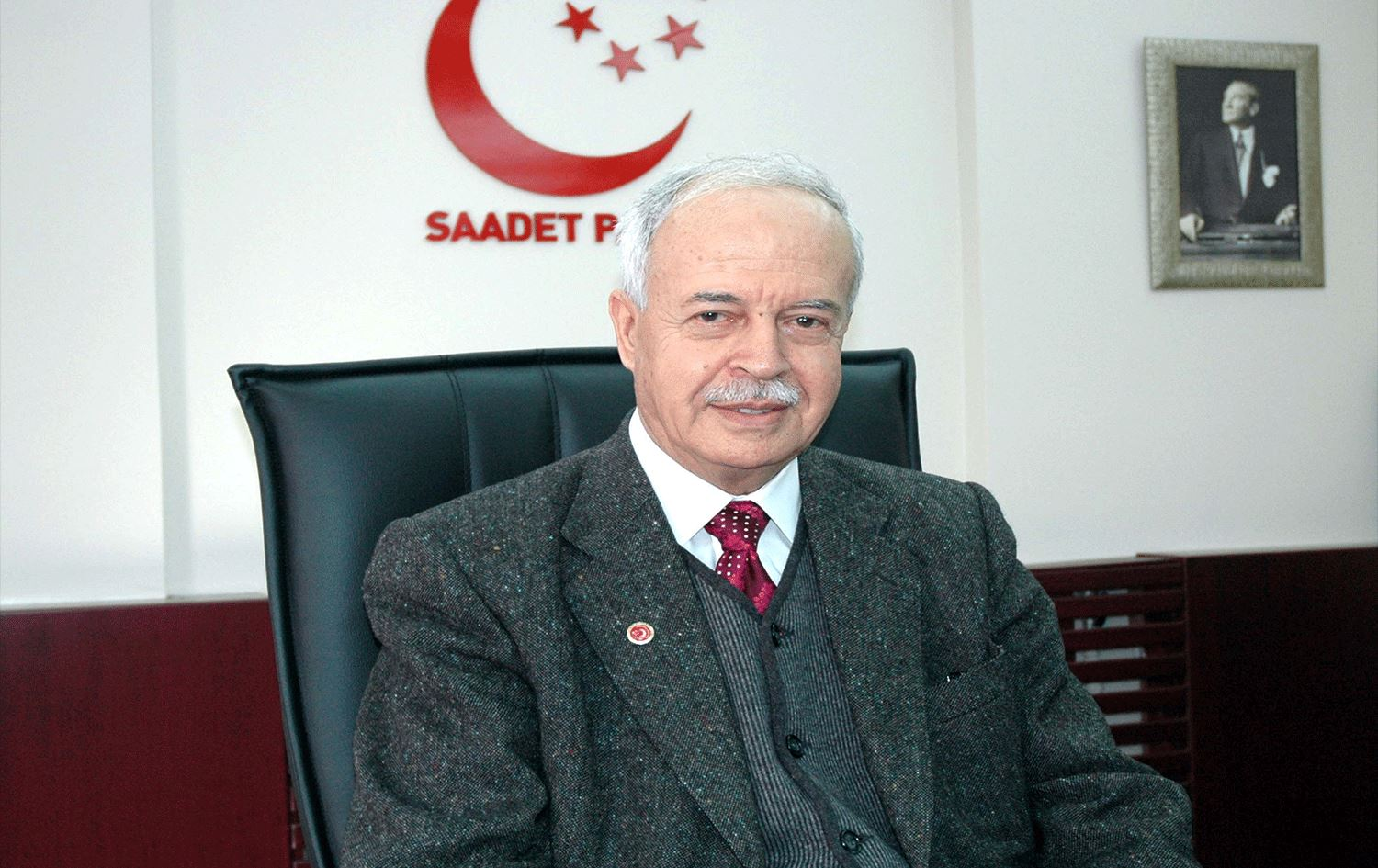
Şevket Kazan (2020)

Şevket Kazan (* 7. Dezember 1933 in Adapazarı, Provinz Sakarya; † 9. März 2020 in Ankara) war ein türkischer Politiker der Hürriyet Partisi (HP), der Yeni Türkiye Partisi (YTP), der Millî Nizam Partisi (MNP), der Millî Selamet Partisi (MSP), Refah Partisi (RP) und zuletzt der Saadet Partisi, der unter anderem zwischen 1973 und 1977 sowie von 1991 bis 1998 Mitglied der Großen Nationalversammlung der Türkei. Er war ferner im Kabinett Ecevit I 1974 Justizminister sowie zwischen 1976 und 1977 Arbeitsminister im Kabinett Demirel IV. Im Kabinett Erbakan bekleidete er von 1996 bis 1997 noch einmal das Amt des Justizministers.

## Leben
Şevket Kazan, Sohn von Emin und Hatice Kazan, absolvierte ein Studium der Rechtswissenschaften an der Universität Istanbul und war danach als Rechtsanwalt und Kaufmann tätig. Er war zunächst Mitglied der am 26. Januar 1970 von Necmettin Erbakan neu gegründeten islamistischen Nationalen Ordnungspartei MNP (Millî Nizam Partisi), die nach dem Militärputsch vom 12. März 1971 verboten wurde. Nach dem Verbot der MNP wurde er Mitglied der am 11. Oktober 1972 neu gegründeten Nationalen Heilspartei (Millî Selamet Partisi) und war für diese in der 15. Legislaturperiode zwischen dem 14. Oktober 1973 und dem 5. Juni 1977 Mitglied der Großen Nationalversammlung TBMM (Türkiye Büyük Millet Meclisi), in der er den Wahlkreis „Kocaeli“ vertrat. Während dieser Zeit war er im Kabinett Ecevit I (26. Januar bis 17. November 1974) erstmals Justizminister (Adalet Bakanı). Als Nachfolger von Ahmet Tevfik Paksu übernahm er am 10. November 1976 im Kabinett Demirel IV den Posten als Arbeitsminister (Çalışma Bakanı).
Kazan wurde 1985 Mitglied der Wohlfahrtspartei RP (Refah Partisi), die am 19. Juli 1983 als Nachfolgepartei MSP gegründet und am 16. Januar 1998 verboten wurde, und war für diese als Vertreter des Wahlkreises „Kocaeli“ zwischen dem 6. November 1991 und dem 22. Februar 1998 abermals Mitglied der Großen Nationalversammlung. Im Kabinett Erbakan fungierte er zwischen dem 28. Juni 1996 und dem 30. Juni 1997 noch einmal als Justizminister. Zuletzt war er von 2003 bis 2020 Mitglied der Partei der Glückseligkeit (Saadet Partisi). Er war verheiratet und Vater eines Kindes. Nach seinem Tode wurde er auf dem Städtischen Friedhof Cebeci in Ankara beigesetzt.